# Turneul celor Șase Națiuni din 2024
Turneul celor Șase Națiuni din 2024 (cunoscut sub numele de Guiness Men's Six Nations datorită sponsorului turneului, Guinness) a fost cea de a 25-a ediție a Turneului celor Șase Națiuni, campionatul anual de rugby din emisfera nordică.
La această ediție au participat Anglia, Irlanda, Italia, Scoția, Țara Galilor și campioana en-titre Franța. Incluzând competițiile inițiale Turneul Home Nations și Turneul celor Cinci Națiuni, aceasta a fost cea de a 130-a ediție a turneului.
Irlanda a câștigat titlul la ediția precedentă. 

## Echipe participante
| Țara         | Stadion                 | Stadion    | Stadion                        | Antrenor        | Căpitan                 |
| Țara         | Stadion propriu         | Capacitate | Oraș                           | Antrenor        | Căpitan                 |
| ------------ | ----------------------- | ---------- | ------------------------------ | --------------- | ----------------------- |
| Anglia       | Stadionul Twickenham    | 82.000     | Londra                         | Steve Borthwick | Jamie George            |
| Franța       | Stade Vélodrome         | 67,394     | Marseille (vs. Irlanda)        | Fabien Galthié  | Grégory Alldritt        |
| Franța       | Parc Olympique Lyonnais | 59.186     | Décines-Charpieu (vs. Anglia)  | Fabien Galthié  | Grégory Alldritt        |
| Franța       | Stade Pierre-Mauroy     | 50.186     | Villeneuve-d'Ascq (vs. Italia) | Fabien Galthié  | Grégory Alldritt        |
| Irlanda      | Aviva Stadium           | 51.700     | Dublin                         | Andy Farrell    | Peter O'Mahony          |
| Italia       | Stadio Olimpico         | 73.261     | Roma                           | Gonzalo Quesada | Michele Lamaro          |
| Scoția       | Stadionul Murrayfield   | 67.144     | Edinburgh                      | Gregor Townsend | Rory Darge Finn Russell |
| Țara Galilor | Millennium Stadium      | 73.931     | Cardiff                        | Warren Gatland  | Dafydd Jenkins          |

## Clasament
| Loc                                                                 | Echipa       | Jocuri | Jocuri   | Jocuri  | Jocuri     | Puncte | Puncte    | Puncte    | Eseuri | Puncte bonus | Puncte clasament |
| Loc                                                                 | Echipa       | Jucate | Victorii | Egaluri | Înfrângeri | Pentru | Împotrivă | Diferență | Eseuri | Puncte bonus | Puncte clasament |
| ------------------------------------------------------------------- | ------------ | ------ | -------- | ------- | ---------- | ------ | --------- | --------- | ------ | ------------ | ---------------- |
| 1                                                                   | Irlanda      | 5      | 4        | 0       | 1          | 144    | 60        | +84       | 19     | 4            | 20               |
| 2                                                                   | Franța       | 5      | 3        | 1       | 1          | 128    | 122       | +6        | 13     | 1            | 15               |
| 3                                                                   | Anglia       | 5      | 3        | 0       | 2          | 118    | 123       | -5        | 13     | 2            | 14               |
| 4                                                                   | Scoția       | 5      | 2        | 0       | 3          | 115    | 115       | 0         | 12     | 4            | 12               |
| 5                                                                   | Italia       | 5      | 2        | 1       | 2          | 92     | 126       | -34       | 9      | 1            | 11               |
| 6                                                                   | Țara Galilor | 5      | 0        | 0       | 5          | 92     | 143       | -51       | 13     | 4            | 4                |
| Sursa: Clasament Turneul celor 6 Națiuni (accesat 22 ianuarie 2024) |              |        |          |         |            |        |           |           |        |              |                  |

## Meciuri

### Etapa 1
| 2 februarie 2024 | Franța       | 17 – 38 | Irlanda | Stade Vélodrome, Marsilia   |
| 3 februarie 2024 | Italia       | 24 – 27 | Anglia  | Stadio Olimpico, Roma       |
| 3 februarie 2024 | Țara Galilor | 26 – 27 | Scoția  | Millennium Stadium, Cardiff |

### Etapa a 2-a
| 10 februarie 2024 | Scoția  | 16 – 20 | Franța       | Stadionul Murrayfield, Edinburgh |
| 10 februarie 2024 | Anglia  | 16 – 14 | Țara Galilor | Stadionul Twickenham, Londra     |
| 11 februarie 2024 | Irlanda | 36 – 0  | Italia       | Aviva Stadium, Dublin            |

### Etapa a 3-a
| 24 februarie 2024 | Irlanda | 31 - 7  | Țara Galilor | Aviva Stadium, Dublin                  |
| 24 februarie 2024 | Scoția  | 30 – 21 | Anglia       | Stadionul Murrayfield, Edinburgh       |
| 25 februarie 2024 | Franța  | 13 – 13 | Italia       | Stade Pierre-Mauroy, Villeneuve-d'Ascq |

### Etapa a 4-a
| 9 martie 2024  | Italia       | 31 – 29 | Scoția  | Stadio Olimpico, Roma        |
| 9 martie 2024  | Anglia       | 23 – 22 | Irlanda | Stadionul Twickenham, Londra |
| 10 martie 2024 | Țara Galilor | 24 – 45 | Franța  | Millennium Stadium, Cardiff  |

### Etapa a 5-a
| 16 martie 2024 | Țara Galilor | 21 - 24 | Italia | Millennium Stadium, Cardiff               |
| 16 martie 2024 | Irlanda      | 17 – 13 | Scoția | Aviva Stadium, Dublin                     |
| 16 martie 2024 | Franța       | 33 – 31 | Anglia | Parc Olympique Lyonnais, Décines-Charpieu |